# Tsing Yi (stacja MTR)
Tsing Yi – stacja przesiadkowa pomiędzy Tung Chung Line oraz Airport Express na wyspie Tsing Yi w Hongkongu. Na linii Tung Chung stacja znajduje się pomiędzy Sunny Bay a Lai King. Na linii Airport Express stacja znajduje się pomiędzy stacjami Airport i Kowloon. Stacja jest połączona z bardzo dużym autobusowym węzłem przesiadkowym, który jest hubem dla Nowych Terytoriów.
Wokół stacji po jej powstaniu, zaczęto budować więcej budynków mieszkalnych oraz biurowców. Z powodu idealnego położenia pomiędzy Koulun i wyspą Lantau, MTR Corporation dużo inwestuje powierzchnie mieszkaniowe oraz handlowe wokół stacji Tsing Yi. Jedną z głównych inwestycji jest centrum handlowe Maritime Square, które jest połączone bezpośrednio ze stacją oraz z osiedlem mieszkaniowym Tierra Verde. Maritime Square ma powierzchnię 46 170 m², zaś osiedle składa się z 12 wieżowców z łączną liczbą mieszkań wynoszącą 3 500.
Stacja posiada cztery poziomy naziemne. Na parterze znajdują się stanowiska dla taksówek oraz schody na pierwsze piętro stacji oraz połączenie z centrum handlowym Maritime Square. Na pierwszym poziomie znajdują się sklepy, centrum obsługi klienta oraz Hang Seng Bank. Na drugim poziomie znajduje się platforma 2 linii Airport Express w stronę stacji Hong Kong oraz platforma 4 linii Tung Chung w tę samą stronę. Na trzecim poziomie znajdują się sklepy. Na czwartym poziomie znajduje się platforma 1 linii Airport Express w stronę stacji AsiaWorld–Expo oraz platforma 3 linii Tung Chung w stronę stacji o tej samej nazwie. Pomiędzy wszystkimi poziomami zostało zaprojektowanych dużo wind oraz schodów, które umożliwiają szybką przesiadkę pomiędzy liniami.
Pierwsze pociągi odjeżdżają ze stacji przed godziną 6, zaś ostatnie po godzinie 1 w nocy.